# 편년통재
편년통재(編年通載)는 송나라 장형(章衡)이 역대 황제의 계통을 정리한 중국사서이다. 고려 예종 11년(1116년)에 예종이 이 <편년통재>를 읽고 감동받아, 홍관(洪灌)으로 하여금 속편년통재를 편찬하게 하였다.

## 같이 보기
- 속편년통재
- 편년통록